# Влоцлавское воеводство
Влоцлавское воеводство (пол. województwo włocławskie) — существовавшее в Польше в период 1975—1998 годов как основные единицы административного деления страны. 
Одно из 49 воеводств Польши, которые были упразднены в итоге административной реформы 1998 года. Занимало площадь 4402 км². В 1998 году насчитывало 434 700 жителей. Столицей воеводства являлся город Влоцлавек.
В 1999 году территория воеводства отошла к Куявско-Поморскому воеводству.

## Города
Города Влоцлавского воеводства по числу жителей (по состоянию на 31 декабря 1998 года):
| 1. Влоцлавек (124 094) 2. Рыпин (17 027) 3. Липно (15 653) 4. Александрув-Куявский (12 972) 5. Цехоцинек (11 387) 6. Радзеюв (5907) 7. Пётркув-Куявский (4932) 8. Бжесць-Куявский (4725) | 1. Скемпе (3571) 2. Коваль (3406) 3. Любранец (3333) 4. Избица-Куявска (2756) 5. Добжинь-над-Вислой (2333) 6. Нешава (2131) 7. Ходеч (1936) 8. Любень-Куявский (1395) |

## Население
| Год  | Численность | Численность |
| ---- | ----------- | ----------- |
| 1975 | 403 200     |             |
| 1980 | 413 400     |             |
| 1985 | 425 900     |             |
| 1990 | 429 400     |             |
| 1995 | 435 000     |             |
| 1998 | 434 700     |             |